# María Luisa Arencibia
María Luisa Arencibia (Canarias, España, 3 de septiembre de 1959) es una compositora, organista, y profesora española.

## Biografía
Arencibia estudió en la Escuela de Música Juan Manuel Olivares y en la Escuela Superior de Música José Ángel Lamas, graduándose como compositora en 1990. Entre sus instructores se encontraban José Luis Arreaza, José Peñín y Humberto Sagredo. En Venezuela, se ha desempeñado como maestra de capilla en la iglesia de El Valle y ha enseñado música en varias escuelas alrededor de Caracas. Su producción musical incluye varias composiciones de cámara y trabajos tanto para orquesta como para coro.